# GNU Chess
GNU Chess è un motore scacchistico libero.
GNU Chess, oltre che essere uno dei più antichi programmi di scacchi per computer Unix e Unix-like è anche una delle parti più antiche del pacchetto di software GNU, iniziato nel 1984.
La prima versione di GNU Chess venne scritta da Stuart Cracraft. Le versioni successive precedenti alla 5 sono state scritte da John Stanback.
Negli anni sono stati sviluppati port di GNU Chess per molte altre piattaforme.
GNU Chess è distribuito sotto GNU General Public License ed è sotto la manutenzione di vari sviluppatori. Spesso è usato congiuntamente all'interfaccia grafica XBoard o simili.
Nel 1998–1999 GNU Chess fu trasformato nella versione 5. La versione 5 è una riscrittura completa da zero di GNU Chess con lo scopo di eliminare lo spaghetti code e rimpiazzare le strutture antiquate per aggiungere avanzate implementazioni tecniche. Hanno incluso bitboard e un algoritmo di ricerca chiamato Principal Variation Search (PVS) variante della potatura alfa-beta. L'autore principale della versione 5 è stato Chua Kong-Sian.
Usa varie altre tecnologie per aumentare le sue prestazioni, come un database delle aperture (generato dallo studio delle migliori partite) per aiutarsi ad aprire bene e una hash table per tenere una cronologia delle mosse analizzate precedentemente ed evitare di perdere tempo nel rielaborare le stesse posizioni.

## Esempio di partita in modalità testuale
Caricamento del programma:
```
GNU Chess 5.07
Adjusting HashSize to 1024 slots
Transposition table:  Entries=1K Size=40K
Pawn hash table: Entries=0K Size=28K
```

Mossa del giocatore:
```
White (1) : e4
1. e4
```

Visualizzazione della scacchiera:
```
black  KQkq  e3
r n b q k b n r
p p p p p p p p
. . . . . . . .
. . . . . . . .
. . . . P . . .
. . . . . . . .
P P P P . P P P
R N B Q K B N R
```

Caricamento del database delle aperture:
```
Thinking...
Looking for opening book in book.dat...
```

Risultato della elaborazione:
```
Time = 5.0 Rate=315950 Nodes=[1433606/147882/1581488] GenCnt=2076123
Eval=[430504/648240] RptCnt=31 NullCut=38965 FutlCut=257133
Ext: Chk=41868 Recap=8022 Pawn=11550 OneRep=4108 Horz=938 Mate=0 KThrt=3455
Material=[3600/3600 : 4400/4400] Lazy=[280/214] MaxPosnScore=[344/290]
Hash: Success=5% Collision=99% Pawn=67%
```

Visualizzazione della scacchiera:
```
white  KQkq
r . b q k b n r
p p p p p p p p
. . n . . . . .
. . . . . . . .
. . . . P . . .
. . . . . . . .
P P P P . P P P
R N B Q K B N R
```

Mossa del computer:
```
My move is : Nc6
White (2) :
```